# Robert S. Siegler
Robert Stuart Siegler (* 1949) ist ein US-amerikanischer Psychologe und Professor für Psychologie an der Columbia University. Er wurde 2005 mit dem American Psychological Associations Distinguished Scientific Contribution Award ausgezeichnet. Spezialgebiet Sieglers ist die kognitive Entwicklung des Problemlösens und logischen Denkens bei Kindern. 2006 schlug er das „Modell der überlappenden Wellen“ vor (engl. overlapping waves theory), das von der gleichzeitigen Anwendung unterschiedlicher Problemlösestrategien durch Kinder ausgeht. Siegler war Mitherausgeber der Zeitschrift Developmental Psychology.